# Koloman
Koloman ist ein männlicher Vorname.

## Herkunft
Der ursprünglich irische Vorname Koloman mit der Bedeutung ‚Einsiedler‘ wurde später latinisiert zu Columbanus, der Taubenartige.
Die lateinische Variante war im Mittelalter Colomanus.
Die ungarische Version ist Kálmán. Die slawischen Versionen sind Koloman und Коломан, die deutsche Version ist auch Koloman.

## Varianten
Colmain, Colman, Coloman, Kalman, Kulman, Kolman, Kollmann.

## Bekannte Namensträger
- der Heilige Koloman († 1012)
- Koloman (Ungarn) (~1070–1116), der König von Ungarn, Kroatien und Dalmatien
- Kaliman I. Assen (1234–1246), auch Koloman I., von 1241 bis 1246 bulgarischer Zar aus der Dynastie Asen
- Koloman, Fürst von Halicz, vermutlich Gründer der Stadt Kolomea
- Coloman Belopotoczky (1845–1914), Priester, Professor der Pastoral- und Moraltheologie und Apostolischer Feldvikar
- Coloman Braun-Bogdan (1905–1983), rumänischer Fußballspieler, -trainer, Sportfunktionär und Autor
- Koloman Gögh (1948–1995), tschechoslowakischer Fußballspieler und Fußballtrainer
- Koloman Holzinger (1915–1978), Abt des Benediktinerstiftes Admont
- Koloman Moser (1868–1918), Designer der Wiener Werkstätte
- Otto Koloman Wagner (1841–1918), österreichischer Architekt, Architekturtheoretiker und Städteplaner der Belle Epoque/um das Fin de Siècle
- Koloman von Pataky (1896–1964), ungarischer Tenor
- Koloman Sokol (1902–2003), slowakischer Künstler
- Koloman Tomsich (1886–1944), österreichischer Landesbeamter und Politiker
- Colomán Trabado (* 1958), ehemaliger spanischer Mittelstreckenläufer
- Koloman Wallisch (1889–1934), österreichischer Arbeiterführer

- Franjo Koloman Likar (1928–2023), kroatischer Maler

## Sonstiges
- Sankt Koloman, eine Gemeinde in Österreich
- Kloster St. Koloman in Stockerau
- Kolomanskirche – Liste von Kirchen, die dem Hl. Koloman geweiht sind